# Josefin Olsson
Josefin Anna Louise Olsson (* 23. August 1989 in Nyköping) ist eine schwedische Seglerin.

## Erfolge
Josefin Olsson wurde in der Bootsklasse Europe in Vila Real de Santo António im Jahr 2008 Weltmeister. Zuvor war sie schon international in der Bootsklasse Laser Radial angetreten und blieb nach 2008 auch bei dieser Klasse. Bei den Weltmeisterschaften 2014 in Santander gewann sie die Silbermedaille und wurde zwei Jahre darauf in Las Palmas de Gran Canaria auch Vizeeuropameisterin.
Dreimal nahm sie im Laser Radial an Olympischen Spielen teil. Bei ihrem Olympiadebüt 2012 in London belegte sie mit 151 Punkten den 18. Platz. Vier Jahre darauf in Rio de Janeiro gelang ihr die Qualifikation für das abschließende Medal Race, das sie zwar als Zweite beendete, wegen einer Strafe aber sechs statt vier Punkte erhielt. Dies hatte jedoch keinen Einfluss auf ihre Abschlussplatzierung, Gesamtrang sechs. Auch bei den 2021 ausgetragenen Olympischen Spielen 2020 in Tokio qualifizierte sie sich in ihrer Konkurrenz für das Medal Race. Dieses gewann sie und zog so mit 81 Gesamtpunkten noch an der Niederländerin Marit Bouwmeester mit 83 Punkten auf Rang zwei vorbei, womit sie vor der drittplatzierten Bouwmeester und hinter Olympiasiegerin Anne-Marie Rindom aus Dänemark mit 78 Gesamtpunkten die Silbermedaille gewann.